# Ronneburg (Hessen)
Ronneburg település Németországban, Hessen tartományban. Lakosainak száma 3525 fő (2023. december 31.).

## Népesség
A település népességének változása:
| Lakosok száma | 3413 | 3431 | 3445 | 3504 | 3525 |
|               | 2017 | 2019 | 2021 | 2022 | 2023 |